# 中国共产党中央委员会办公厅
中国共产党中央委员会办公厅，通称中共中央办公厅，简称中办，是中国共产党中央委员会的工作机构，为中共中央直属机构。

## 沿革

### 成立前
1921年中国共产党成立后，1923年6月中共三大决定在中央设秘书一职。在党内设立秘书制，是由中国共产党中央执行委员会委员长陈独秀向中共三大提议的。经选举，陈独秀任新一届中央执行委员会委员长，毛泽东任秘书，罗章龙任会计，负责中央日常工作。毛泽东由此成为中共中央第一任也是唯一一任秘书。中共三大文献记载：“秘书负本党内外文书及通信及开会记录之责任，并管理本党文件。本党一切函件须由委员长及秘书签字。”秘书是中央执行委员会领导之一，主管机关日常工作，包括文书处理及文件资料收集保管等工作。1923年6月至8月，毛泽东任秘书。1923年8月至1925年1月，罗章龙任秘书。
1925年1月，中共四届一中全会决定成立中央秘书部（但迄今未能发现可证明该部确实成立及负责人任命的档案）。1926年7月，中共四届三中全会决定成立中央秘书处，并增设中央秘书长主管中央秘书处。首任秘书长是王若飞（1926年11月任命）。自此中央设中央秘书处及秘书长。在很长一段时期，中央秘书处没任命过处长，该机构始终由秘书长直接主管。1927年5月，中共五届一中全会后成立秘书厅，主任为王若飞。
八七会议后，1927年8月9日，临时中央政治局召开第一次会议，讨论了临时中央政治局常委会组成、政治局分工，决定了各部委领导成员名单。1927年11月14日，临时中央政治局常委会决定撤销组织部、宣传部、军事部、妇女部和农委，在中央临时政治局常委会之下，分设职工运动委员会、党报委员会、秘书处、组织局。1927年8月至11月，秘书处（或者是秘书厅）秘书长由李维汉担任。
1928年7月20日，中共第六届中央政治局第一次会议决定，中共中央工作机构设职工运动委员会、农民运动委员会、妇女运动委员会、组织部、宣传部、军事部、秘书处，各部、处直属中央政治局常务委员会，各委员会直属中央政治局，会议决定了各委员会和各部、处的负责人。1928年11月13日，中共中央政治局会议根据周恩来的建议，决定将中央秘书长改为中央事务秘书长。1928年11月14日，中共中央政治局常委会议决定，邓小平任中央事务秘书长，领导中央机关秘书处的工作。
1930年2月9日，中共中央政治局临时会议讨论了中央组织及分工问题，决定秘书处参加党报编辑委员会，组织局系统及秘书处五部不分科，仍集中。内交、外交、会计、翻译仍归秘书处。 
1933年，中央核心从上海转移到中央苏区。长征时期，中央秘书处事实上不再存在。1935年12月，中共中央政治局瓦窑堡会议决定恢复中央秘书处，直接受秘书长张文彬领导，王首道成为秘书处的首任处长。
中央秘书处恢复后，中共中央的许多工作仍无法由秘书处统管，中共中央的办公机构仍不健全，相应的办公制度和规范也未建立。陕北根据地较稳固后，中共中央直属机关、军事机关、陕甘宁边区党政军机关这三大系统各管一摊，不少事情无人负责或者无章可循。
1941年8月，中共中央决定由任弼时任中共中央秘书长，李富春任副秘书长，并且要求他们尽快建立健全中央办公和行政管理机关和规章制度，使中共中央直属机关、军事机关、陕甘宁边区党政军机关三大系统的行政工作实现规范化、条理化。

### 中央书记处办公厅
1941年9月，在中共中央政治局扩大会议上，中共中央书记处研究了中央秘书处的工作，确定中央秘书处为中央书记处的工作机关。1941年9月28日，中共中央书记处发出通知，以任弼时兼中央秘书长，李富春任副秘书长，王首道任中央秘书处处长，并决定组建中共中央书记处办公厅，执行书记处的日常工作，由秘书长负责，秘书处归中央书记处办公厅建制。中央书记处办公厅机关迁入杨家岭新建的办公楼。不久经任弼时提议，中央交通局的工作也由李富春管理。 
中央书记处办公厅最初的机构仅有三处一科，即曾三任处长的秘书处，李质忠任处长的机要处，邓洁任处长的行政处，赖祖烈任科长的特别会计科。当时中央的警卫工作由中央警卫团负责，直属中央军委，不归中央办公厅领导。
经任弼时、李富春努力，在延安的中央书记处办公厅逐步组建完善。当时中央书记处办公厅留下的一份序列图中可见，中央书记处办公厅下辖中央直属党委、秘书处、中央管理局等。杨尚昆回忆，除上述部门外，中央书记处办公厅下还设有办公室。经中共中央办公厅部分老同志核实，序列图与当时实际情况有出入，实际上机要处并没有下辖于中央书记处办公厅秘书处。在1942年前，机要部门一直有不同的系统归属，例如中央机关机要科、军委机要科、社会部机要科等。1942年4月4日，中央决定这三个机要科合并为中央机要局，但同月18日中央又决定“原机要局名义取消”，改成中共中央机要科。所以中央机要局只存在14天，或者说没成立就被取消了。
截至1945年8月，中共中央书记处办公厅受中共中央秘书长领导，下设枣园办公处、秘书处、行政处、中央党务研究室。1945年9月，中共中央书记处办公厅设行政委员会，其任务是在任弼时领导下负责杨家岭机关行政工作，讨论行政计划与方针，交行政处执行，委员有邓洁、曾三、李质忠、许子祯、唐彬、赖祖烈。1945年10月，党务研究室改成党务研究组。
1945年9月19日，中共中央决定，“成立冀热辽中央局并扩大冀热辽军区，以李富春为书记，林彪为司令”。任命自中央书记处办公厅成立后便一直实际主持工作的中共中央副秘书长李富春为中共冀热辽中央局书记，赴热河省省会承德工作。1945年10月中旬，中共中央副秘书长兼中央书记处办公厅主任李富春奉命离开延安启程。在中央决定李富春任中共冀热辽中央局书记赴热河工作后，分管中央书记处办公厅的任弼时提议由杨尚昆接任李富春一直兼任的中央书记处办公厅主任职务。李富春离开延安前，将中央书记处办公厅的工作向杨尚昆作了口头交代，当时没有书面任命。此前在1945年中共七大后，中央给杨尚昆的第一项正式任命是中央军委秘书长，所以1945年10月起杨尚昆身兼中央军委秘书长与中央书记处办公厅主任。
1946年6月，蒋介石发动内战。1946年10月，国军即将攻陷延安，中央机关被迫准备疏散。到1946年11月后，延安的临战气氛日浓。身兼中央书记处办公厅主任、中央军委秘书长的杨尚昆奉命负责指挥中央机关撤离延安向后方疏散。中央机关撤离延安的准备工作从1946年11月开始，持续到1947年2月。1946年11月9日，中共中央书记处会议决定建立中央直属纵队，由杨尚昆任司令员，邓洁任副司令员，李涛任参谋长。 
为运输和隐藏中央秘书处材料科保存的自建党以来保存下来的档案文件，经杨尚昆建议，从中央秘书处、机要处，以及中共中央组织部、中央军委一局、总政治部秘书处等单位抽调干部组成了材料保管委员会，由中央秘书处处长、中央直属机关党委副书记曾三领导。材料保管委员会首先分地疏散、埋藏部分重要档案，先后从延安疏散出两批档案，第一批共16箱运到陕北保安县安条岭中共中央西北局农场，由中央秘书处派田凤起看守，第二批共13箱运到陕北清涧县十家塬子，托中共清涧县委代管。
1947年3月11日，国民党飞机开始轰炸延安，中共中央机关陆续撤离延安。随后国民党胡宗南部占领了延安这座空城。1947年3月，办公厅撤出延安，向晋西北转移。
1947年3月末，毛泽东、刘少奇等转移到清涧县枣林沟。3月29日至30日，在枣林沟召开中共中央书记处会议，初步决定将中央机关分为两部分：一部分由毛泽东、周恩来、任弼时、陆定一等组成，带很少的机要、通信、参谋人员及很少的警卫部队，留在陕北同胡宗南周旋，该班子即中共中央前方委员会（简称“前委”），是党的核心。另一部分由刘少奇、朱德、董必武率领，组成中共中央工作委员会，担负中央委托的工作，这部分人员计划经五台县到晋察冀边区寻找适当的工作地点，后来落脚河北省建屏县。由叶剑英、杨尚昆率领的5000多人的中央机关队伍此时已进入晋绥边区，中央最初考虑让这支队伍中的绝大部分随即移向晋东，与刘少奇、朱德会合，组成中央工委工作机构，余下人员部分南下疏散到太行根据地。叶剑英、杨尚昆接到中央指示后不久，向周恩来提出队伍不宜长途跋涉，不宜离中央纵队太远。随后中央于4月11日发出指示：叶剑英、杨尚昆带领的队伍大部分留在晋绥边区三交镇，并组成由叶剑英、杨尚昆为正、副书记的中共中央后方委员会（简称“后委”），叶剑英、杨尚昆、李维汉、李克农、邓颖超为后委常委。1947年3月中共中央书记处枣林沟会议决定撤销枣园办公处。1947年4月11日，根据中共中央指示，办公厅所属秘书处、机要处、行政处人员大部留在晋西北，部分人员随中央（前委）转战或者去中央工委工作，行政委员会工作曾中断。
因战争形势紧张，杨尚昆领导的中央书记处办公厅当时已无法统一行使职能，不得不暂时分解为多个部分，有的随前委行动，有的随中央工委行动，但办公厅较多人员留在了后委。原中央书记处办公厅的部分职能被杨尚昆带到后委。由后委承担的部分工作后来也都划归中共中央办公厅。后委在三交镇安置好后，杨尚昆随即向留在三交镇的各工作机关明确了任务。为方便工作，杨尚昆将原来互不隶属的中央机要处、中央秘书处和中央书记处办公厅合在一起，初步搭建起日后中共中央办公厅的新构架。1947年5月，中央书记处办公厅恢复工作时，增加童小鹏为行政委员会委员。
1947年6月，杨尚昆到中央前委所在的靖边县小河村向中央汇报后委工作。准备去苏联会见斯大林的毛泽东派杨尚昆将自己的一封亲笔信送到靖边县张家畔彭德怀驻地，此信将西北的军事交给彭德怀，由彭德怀接手原由贺龙领导的西北部队，后方工作包括联防军、地方工作及后勤统归贺龙负责。这是杨尚昆首次充当毛泽东的信使，直接将毛泽东的指示传递给高层领导。后来在中央办公厅主任任上的杨尚昆又多次受毛泽东的委派担任这种角色。
自1945年8月起的中央书记处办公厅各部门负责人是：枣园办公处处长师哲（1947年3月卸任），秘书处处长曾三，行政处处长邓洁，党务研究室主任李富春（1945年10月卸任），党务研究组组长廖鲁言（1945年10月任命），机要处处长李质忠（任命时间在1945年8月至1948年5月之间），行政委员会主任邓洁、曾三（二人均为1945年9月任命）。

### 西柏坡时期
1947年12月，中共中央在陕北米脂县杨家沟举行工作会议，商议了党的领导核心东移河北省，与已经在建屏县（后改平山县）西柏坡村的中共中央工作委员会汇合的问题。1948年1月20日，当中央后委接到周恩来、任弼时关于中共中央核心东移的正式电报时，杨尚昆等人已基本完成中央机关第二次“大搬家”的前期准备。根据该电报指示，中央后委搬家行动自3月中旬开始。1948年5月27日，中共中央的五大书记毛泽东、朱德、刘少奇、周恩来、任弼时在西柏坡再度聚齐。以毛泽东为首的中央前委，以刘少奇为首的中央工委，以叶剑英、杨尚昆为首的中央后委先后汇合于西柏坡后，这三个委员会结束，随后恢复和调整中央机关各部门的人事、建制及职责。5月15日，周恩来起草了一份致各中央局、分局和前线党委的电报，毛泽东随即签发，任命杨尚昆为中共中央副秘书长，仍兼中央军委秘书长。
1948年5月23日，中共中央办公厅正式下发《通知》，《通知》的甲项称：“中央书记处决定原中工委、中后委撤销。中央及军委各部门负责人员略有调整。”中央“决定成立中央办公厅，由杨尚昆同志负责”。中央书记处办公厅由此正式改为中共中央办公厅。《通知》的乙项称，伍云甫任中央书记处办公处处长，叶子龙为第一副处长，赖祖烈为第二副处长。中央书记处办公处一共十几个人，下设机要值班室、电报整理科，值班秘书叶子龙、康一民、吴振英、潘开文、邱兰标分别兼任毛、周、刘、朱、任的机要秘书。《通知》的另一项称：“以杨尚昆同志兼中央直属机关党委书记。”“中央决定（成立）中央直属机关警卫司令部，以杨尚昆同志兼司令员，方志纯同志为参谋长。”这是以文字形式，将中央的警卫工作固定由中央办公厅管辖。同时，秘书处、机要处等机构也都恢复和调整。该《通知》在中央办公厅下设中央书记处办公处、夹峪行政处（原中央行政处与王家坪行政处合并）、中直供给部、秘书处、机要处、中直卫生处等。为统一指挥中直机关驻地的地面警戒和对空警戒，设中央直属机关警卫司令部（中直警卫司令部），1948年8月改为中央直属机关卫戍司令部（中直卫戍司令部） 。1948年9月，设总务处。1948年10月，设中直经济建设部。
在中央办公厅机关恢复和正式命名之际，杨尚昆首先针对为中央服务的文件、电报往来和日常会议事务拟出办理程序和规范。为此，杨尚昆亲自拟稿或指定人员拟稿制订了许多文件，交周恩来修改核批，最后以中央或中央办公厅的名义颁发。1948年6月下发《中央秘书处材料工作细则》；7月下发《中央办公厅关于中央各部委处理机密文件的制度》；9月30日下发《中央办公厅电报处理程序》。同时拟定执行了《中央办公厅承办和收发电报及归档程序》、《机要工作暂行条例》、《中共中央秘书处发借文件办法》等。其中《中央办公厅承办和收发电报及归档程序》涉及到中央和中央部委领导人办文和决策程序的重大问题，由杨尚昆亲自起草，经周恩来修改后，以中央办公厅名义颁发。
1948年，由于大片根据地已连为一体，中央所在地很安稳，文件和电报增加，长文很多，已迫切需要实行“一文一事”，中共中央华东局为此提出建议，杨尚昆乃主持拟出一份文件，经周恩来核批后，于1948年8月11日以中央办公厅通知发出，创立了全国党政军系统实行按内容类别分别行文的制度，开创了中共历史上“一文一事”的先河，为后来中华人民共和国行文制度的发展迈出第一步。
西柏坡时期，杨尚昆身兼中共中央副秘书长、中央办公厅主任、中央军委秘书长、中直机关党委书记、中央机关警卫司令数职，总管中共中央和中央军委日常事务，其中主要工作是领导中央办公厅将中央关于各战场作战和地方工作的指令下达和督促落实。当时党政军领导机关集中在西柏坡附近，由周恩来总揽，凡由中共中央书记处决定的大事都由周恩来组织落实，为此周恩来将党政军各部门负责人召集起来，由他主持召开联席会，这种形式后被称作“大办公”。每次“大办公”杨尚昆都参加。周恩来在“大办公”上还规定行政方面的电报由杨尚昆批发，叶子龙经办。杨尚昆除领导中央办公厅的工作，参与中央日常会务，负责中央文件办理、各方接待、生活供给等外，还参与了统战工作，接待了来访的傅作义等人。
1949年3月5日至13日，中共七届二中全会在西柏坡举行，这是杨尚昆率领中央办公厅首次承接党的重大会务。另外在会前，杨尚昆作为中央办公厅主任同周恩来研究了将来的工作制度等事项。会议期间，杨尚昆还找到前任李富春讨论相关问题。中共中央进北平之初，便根据新情况制定了新的保密制度。
在西柏坡时，制度仍不健全，比如尚没有文件传阅制度。直到后来，中央办公厅才建立文件传阅制度，一份文件何时传到哪位领导手里，谁阅后有何批示，都要加以记录。文件传阅的记录本身就是一份档案。
早在1948年5月中央办公厅成立大会上，周恩来便首先提出了档案问题。后来在周恩来领导下，经过曾三、裴桐等人工作，1959年10月中央档案馆开馆，同时明确规定党政档案统一管理。
自1948年5月至1949年的中央办公厅各部门负责人是（未注明者均为1948年5月任命）：
- 书记处办公处处长伍云甫、副处长叶子龙、汪东兴、赖祖烈。1949年3月改称机要秘书室（一说为机要室），主任叶子龙（1949年3月至9月）、副主任康一民、吴振英、李金德（1949年任命），工作人员潘开文、赖奎、徐业夫、罗兴禄、邱兰标等红军干部[11]。设机要科、秘书科、文电科[13]。
- 秘书处处长曾三（任至1949年）、副处长王凯（任免时间不详）
- 机要处处长李质忠（任至1949年）、副处长唐彬（1948年10月至1949年）
- 总务处处长许东（1948年9月任命）
- 夹峪行政处处长邓洁、副处长罗道让
- 中直卫生处处长黄树则
- 中直供给部部长邓典桃（任至1949年）、副部长范离（任至1949年）
- 中直经建部部长邓洁（1948年10月至1949年）
- 中直警卫司令部（后改中直卫戍司令部）司令员杨尚昆、参谋长方志纯
- 警卫处处长汪东兴（1949年4月至9月）、副处长王敬先（1949年4月任命）
- 香山行政处处长伍云甫（1949年3月任命）、副处长罗道让（1949年3月任命）
- 政治秘书室主任师哲（1949年4月至9月）
- 特别会计室主任赖祖烈（任免时间不详）
- 新市区建筑办事处主任范离（1949年任命）
- 防空委员会司令员伍云甫（1949年4月任命）、副司令员汪东兴（1949年4月至9月）[9]。

### 共和国初期
1949年3月23日，中央机关和毛泽东等领导人从西柏坡出发，3月25日抵达北平。杨尚昆率中央办公厅随同离开西柏坡进驻北平香山。此前，中央要求杨尚昆在3月24日先于中央书记处人员到达北平，因此3月20日成立了由曾三、邓典桃、邓洁、廖志高、方志纯五人组成的转移委员会，负责转移期间的后方善后工作。1949年夏，中央机关从香山搬进中南海。1949年4月下旬，办公厅进驻北平。当时增设警卫处、政治秘书室、防空委员会。此外还先后设香山行政处、机要秘书室、新市区建筑办事处等。
中华人民共和国成立时，中央办公厅设有：中央机要局、中央书记处政治秘书室、中办特别会计室、中央秘书处、中央机要室、中央警卫处、中央直属机关供给部。此后中办的机构几经变化，到1965年，中央办公厅下设警卫局、机要交通局、中央机要局、机要室、国家档案局、中央档案馆、人事处，中央直属机关事务管理局及办公厅直属各组，人员2009人。 
中华人民共和国成立后，中央办公厅的工作主要是三大块：（1）秘书性工作，这一块最大，包括文书处理、机要保密、档案管理、会议组织等，后来又增加了信访工作，（2）生活服务工作，（3）安全警卫工作。中央办公厅是为中央服务，保证中央工作正常运转，同时作为中央和地方的中间环节承上启下。
中华人民共和国初期，地方党委都希望中央办公厅对省、自治区、直辖市党委办公厅实行垂直领导，被中央办公厅主任杨尚昆否定，他认为中央办公厅是为中央服务的办事机构，地方党委办公厅是为地方党委服务的办事机构，不应形成领导关系。他还认为办公厅是服务机构，无权向下面发政策性文件。后来在“四清”运动中，刘少奇为及时指导运动，常要批转材料供各地、各部门参考。按照规定，以《中共中央文件》形式印发须经中央政治局常委传阅同意，为不过多打扰各位常委并节省时间，刘少奇提出变通办法，用《中央办公厅文件》形式发出，自此开创了中央办公厅向全党发文的先例。
中华人民共和国时期，中央办公厅主任杨尚昆的平时花费精力最多的工作主要有：一是同各省、自治区、直辖市党委联系，即所谓“通气”。二是协调同条条、块块之间的关系。三是做人的思想工作，尤其是特殊人物的工作，多由毛泽东亲自交办，如王明，庐山会议后的彭德怀、黄克诚、张闻天等人，毛泽东要求杨尚昆同他们本人保持经常联系；彭德怀夫人浦安修、张闻天夫人刘英也经常找杨尚昆谈话。
当时有些工作本有专业部门归口办理，但也让杨尚昆参与。例如公安工作是由毛泽东直接过问，但每次开公安工作会议，罗瑞卿总让杨尚昆到会讲话。中苏两党之间的联系应归口中共中央对外联络部，涉及中苏两国的问题应由外交部处理，但当时将这项工作放到中央办公厅，为此中央办公厅成立了一个由4人组成的翻译组，由杨尚昆直接领导，在杨尚昆的办公室还安了一部直通苏共中央及苏联驻华大使馆的热线电话，苏联驻华大使契尔沃年科遇事总是先找杨尚昆。另外杨尚昆还有许多兼职，例如1962年中央决定成立中央精简小组，杨尚昆任组长。1964年中央决定开展第二次全国人口普查，成立人口普查领导小组，杨尚昆任组长。
1949年进北平后，毛泽东的旧谊要求解决各类问题的来信很多，向中央致敬的来信也日增，中央办公厅乃决定成立一个专门处理人民来信的机构即秘书室（信访局的前身）。
1955年下半年机构改革，中办秘书局专门管理中央档案，中央机要局成为管理全国密码工作的部门，中办机要室成了统一的中央秘书管理机构和具体办事部门。机要室设一科（秘书科），负责传阅、批抄、分发，科长徐业夫，副科长沈剑心。1955年，经杨尚昆向中央建议并经中央批准，任命曾三、邓典桃为中央办公厅副主任，这是中办首次有了副职。1956年1月19日中办发出通知，今后党内文件一律由竖排改为横排，很快带动全国报刊、书籍、各单位内部行文改为横排。
“后楼”是中办直属各组的习惯性简称，因为这几个组都在中南海居仁堂后楼办公而得名。“后楼”的前身是中央办公厅第一办公室，这是中华人民共和国成立后第一次在中央办公厅下设立的直接为中央服务的调查研究、文件起草的秘书性工作机构。1952年，毛泽东提出加强中共中央办事机构问题，根据毛泽东的提议，刘少奇多次同安子文和杨尚昆商谈，提出在中央办公厅内设一个机构作为中央书记处日常工作的参谋和助手。乃成立了由杨尚昆兼主任的中央办公厅第一办公室。1955年初，随着大行政区撤销，为加强中央办事机构，中央书记处决定成立四个办公室，中央办公厅第一办公室原任务不变，人员略加充实升格成中央书记处第一办公室，仍由杨尚昆兼主任。1956年中共八大改变了中央书记处的性质，新的中央书记处是在中央政治局及其常务委员会领导下负责处理中央日常工作的办事机构，为此改在中央办公厅内设立多个精干的小组，为新的中央书记处服务。1956年中共八大后，居仁堂是中央书记处和“后楼”办公的地点。居仁堂由前、后两座二层楼组成。前楼下层中央是个大厅，大厅西侧是举办中央书记处会议的会议室，东侧是杨尚昆的办公室；上层分别是几位书记的办公室及李颉伯（后为龚子荣）的办公室。居仁堂后楼分给中办直属各组使用。1964年居仁堂被当作危房拆除，杨尚昆、龚子荣及翻译组迁至甲楼办公，“后楼”其他各组迁至丙楼办公，但习惯上仍称“后楼”。
1961年3、4月间，毛泽东乘专列去上海，在专列会议室与几位同志闲谈，被负责录音的一位工作人员打开录音设备听了谈话内容，还向这几位谈话同志炫耀你们谈什么我都知道，引起了谈话人的警觉，向毛泽东和汪东兴报告。毛泽东责成邓小平、彭真召开中央书记处会议处理此事。此即“秘密录音事件”或“窃听事件”。
1961年6月16日确定了“中共中央文件”的字头（由《人民日报》社美术编辑苍石设计）正式启用，很快产生了连锁反应，国务院和各部委机关也都纷纷将本部门的正式文件版头套红，及至各省、市、自治区，各地、市、县也争相仿效。从而出现了代表党和政府权威部门具有特定官方色彩的“红头文件”。
1965年11月，失去毛泽东信任的杨尚昆被免去中央办公厅主任职务，当时汪东兴和中办几位副主任都在基层蹲点开展“四清”，仅留李质忠一人在机关主持日常工作，“后楼”暂由彭真代管。“文化大革命”爆发，“后楼”随即撤销。
“文化大革命”前，中办的机构设置是：机要室、秘书室、直属各组、特别会计室、警卫局、机要局、机要交通局、人事处、国家档案局、中直管理局、中央档案馆。

### 文革时期
1966年5月，中共中央政治局扩大会议对彭真、罗瑞卿、陆定一、杨尚昆所谓“阴谋反党集团”立案，此即“彭、罗、陆、杨事件”。其中杨尚昆的罪名是“私录毛主席谈话”，即窃听器事件。1966年5月，中办副主任田家英自杀身亡。
文革爆发后，中办的机构被搞乱，工作受破坏，副主任均遭批斗、撤职、打倒。文革初期，中央办公厅即被指责为“彭罗陆杨反革命政变集团的黑窝子、烂摊子”，中办工作人员是“杨尚昆招降纳叛来的死党、爪牙”，大批中办干部职工遭到处理。
1966年7月，机要室、秘书室和直属各组（即“后楼”）被撤销，成立秘书局。1966年8月20日，成立中办政治部，人事处撤销，其人事业务被并入政治部组织组。1966年9月，国务院机关行政事务管理局所属的人民大会堂管理处划归中办。1967年1月，外交部行政司所属的钓鱼台办公室划归中央办公厅，1969年2月成立钓鱼台管理处。1967年1月，成立中央办公厅、国务院办公厅联合接待室，隶属中央办公厅。1969年1月2日成立中办五七学校，校址位于江西省进贤县，中办及所属机构的大批干部职工下放该校劳动。1969年5月，撤销国家档案局，中央档案馆改成中共中央档案馆。1969年5月以后，秘书局、警卫局、机要局、机要交通局分别改成秘书处、警卫处、机要处、机要交通处；秘书局信访处改成中央办公厅信访处；中直管理局改成中央办公厅管理处；中办特别会计室的业务划归中央办公厅管理处财务组；中共中央档案馆明清档案部划归故宫博物院。1969年11月，警卫处纳入部队编制序列，又称总参谋部警卫处。1973年1月26日，中办副主任王良恩在“批林整风”中自杀身亡。

### 文革后
1976年10月时，办公厅下设12个处室（部、馆、校）。 
1978年12月，中共十一届三中全会召开。12月25日，中共中央政治局决定胡耀邦任中共中央秘书长，胡乔木、姚依林任中共中央副秘书长；任命姚依林为中共中央办公厅主任，免去汪东兴的中央办公厅主任职务。中共十一届三中全会后，原中办的陈麒章等多位老同志联名致信中共中央，提出如今复查工作仍掌握在过去整人者手里，要求立即改组复查班子，为中办及受迫害的人员彻底平反、恢复名誉。1979年2月2日，胡耀邦阅后随即批示“同意先调整复查班子，实事求是地抓紧落实党的干部政策。”
1978年11月，华国锋在中央工作会议上坚持杨尚昆“在私录毛主席谈话的问题上犯有错误”，需复查，所以为杨尚昆和中办平反的工作拖了一段时间。经过复查，证明“文革”中加给原中办和杨尚昆等人的一切罪名，包括所谓“私录毛主席谈话”均为不实之词。关于为原中央办公厅和杨尚昆等同志平反问题的报告经中央书记处批准，1980年10月23日以中央办公厅文件印发全党，该文件提到：“文革”期间中办干部受到迫害，仅立案审查现已平反的便有238人。
1988年，中办机构改革。调整后设调研室、秘书局、警卫局、机要局、机要交通局、中直管理局、中央档案馆、毛主席纪念堂管理局、特别会计室、老干部局、人事局、机关党委办公室12个局级机构，编制2800名，其中行政编制1436名（含行政附属编制216名），事业编制1364名（其中全额管理1121名，差额补贴134名，自收自支109名）。1993年12月，中办机构改革，办公厅职能调整如下：中央档案馆与国家档案局合并，由中央办公厅管理；中央保密委员会秘书组与国家保密局合并，由中央办公厅代管；增加为中央制定党内法规、领导国家立法具体服务工作的职能；增加负责有关信息的收集、处理和党委办公厅系统办公自动化的有关工作；因中直机构编制工作已经纳入中央编委办公室，原由中央办公厅承担的中直编委办公室的具体事务随之转移。此次调整后，中办机关设一个副部级机构（中央档案馆暨国家档案局），10个职能局：调研室、秘书局（其中法规室是副局级机构，设在秘书局）、警卫局、机要局、机要交通局、中直管理局、特别会计室、老干部局、人事局和机关党委；中央办公厅（含中央档案馆暨国家档案局）行政编制1376名，事业编制2472名（其中全额拨款编制1729名，差额补贴编制107名，自收自支编制636名）。
中共中央总书记办公室成立后，办公室主任一般兼任中办副主任。中央办公厅主任、中央政策研究室主任一般陪同中共中央总书记出席所有内外活动。
2007年至2012年任中办主任的令计划，是自1992年以来第一位没能在任内进入中央政治局的中办主任，也是历史上第一位没能在卸任后进入中央政治局的中办主任。2014年12月因涉嫌严重违纪接受组织调查，2016年7月因犯受贿罪、非法获取国家秘密罪、滥用职权罪被判处无期徒刑。
2012年11月，新任中办主任栗战书当选第十八届中央政治局委员，成为自汪东兴之后第一位在任期间成为中央政治局委员的中办主任。
2014年1月，中共中央成立国家安全委员会，其日常工作由中办负责，中办主任栗战书兼任国安委办公室主任。当年中共中央总书记习近平多次视察中办。1月29日上午视察中南海电信局。4月23日下午视察中央警卫局机关和部队。2014年5月8日，走访机要交通局、特别会计室、机要局、秘书局四个局室，并同中办各单位班子成员和干部职工代表座谈，习近平在座谈会上对中办工作提出了“五个坚持”的要求：坚持绝对忠诚的政治品格、坚持高度自觉的大局意识、坚持极端负责的工作作风、坚持无怨无悔的奉献精神、坚持廉洁自律的道德操守。
2023年3月，习近平的亲信蔡奇以中共中央政治局常委身分担任中央办公厅主任，是汪东兴之后第一位政治局常委兼任的中办主任。

## 职责
- 负责党中央文秘、会务工作，中央重要工作部署贯彻落实的督促检查，中央指示、中央领导同志批示的转达和催办落实；
- 负责全国党政系统的密码通信和密码管理，负责中央文件和机要文电、信件的传递工作，承担全国有关商用密码的科研、生产、销售、使用等管理工作，负责全国密码保密工作；
- 负责党和国家主要领导人的安全警卫、医疗保健，担负党中央、国务院和中央领导同志重要活动场所的警卫任务；
- 围绕中央总体工作部署，收集信息、反映动态、综合调研，承担部分中央文件、文稿的起草、修改和中央文件的校核工作；
- 负责为中央制定党内法规和领导国家立法的具体服务工作；
- 负责中央档案资料的接收、征集、整理、保管、利用和研究，负责全国档案事业行政管理；
- 归口管理党中央直属各部的后勤服务，联络、处理中央各部门共同性的社会事务工作；
- 承担中央交办的其他事项等[31]。

## 机构设置
根据有关规定，中共中央办公厅设置下列机构：

### 内设机构
- 调研室（副部级）
- 秘书局
- 法规局
- 警卫局（中央军委联合参谋部警卫局、公安部九局）
- 机要局（中央密码工作领导小组办公室、国家密码管理局）（副部级）
- 机要交通局
- 特别会计室
- 督促检查室
- 机关党委（人事局）
- 中共中央总书记办公室
- 老干部局

### 中央办公厅的下属机构
- 中央档案馆（国家档案局）（副部级）
- 中央保密委员会办公室（国家保密局）（副部级）
- 中央密码工作领导小组办公室（国家密码管理局）（副部级）

### 直属机构
- 中共中央直属机关事务管理局（副部级）

### 直属事业单位
- 毛主席纪念堂管理局
- 北京电子科技学院
- 中央礼品文物管理中心

## 历任领导
中共中央书记处办公厅
主任
- 李富春（1941年－1945年10月）[9]
- 杨尚昆（1945年10月－1948年5月，无书面任命）

中共中央办公厅
| 主任 - 杨尚昆（1948年5月－1965年11月，中央副秘书长、八届中央书记处候补书记兼） - 汪东兴（1965年11月－1978年12月，九届中央政治局候补委员、第十届中央政治局委员、十一届中央委员会副主席兼） - 姚依林（1978年12月－1982年4月，中央副秘书长，十一届中央书记处书记兼） - 胡启立（1982年4月－1983年6月） - 乔石（1983年6月－1984年4月） - 王兆国 （1984年4月－1986年5月，十二届五中全会起为中央书记处书记兼，兼中央直属机关党委书记） - 温家宝（1986年5月－1993年3月，十三届中央书记处候补书记，十四届中央政治局候补委员、中央书记处书记兼） - 曾庆红（1993年3月－1999年3月，十五届中央政治局候补委员、中央书记处书记兼） - 王刚（1999年3月－2007年9月，十六届中央政治局候补委员、中央书记处书记兼） - 令计划（2007年9月－2012年8月，十七届中央书记处书记兼） - 栗战书（2012年9月－2017年10月，十八届中央政治局委员、中央书记处书记兼） - 丁薛祥（2017年10月－2023年3月，十九届中央政治局委员、中央书记处书记兼，2022年10月起为二十届中央政治局常委兼） - 蔡奇（2023年3月－，二十届中央政治局常委、中央书记处书记兼） | 第一副主任 - 冯文彬（1978年12月－1982年4月） - 杨德中（1982年10月－1997年9月） 副主任 - 曾三（1955年2月－1966年5月） - 邓典桃（1955年2月－1966年6月） - 李颉伯（1957年2月－1962年） - 龚子荣（1958年9月－1966年10月） - 田家英（1961年7月－1966年5月23日自杀身亡） - 李质忠（1965年11月－1967年1月） - 童小鹏（1966年6月－1967年1月） - 杨青（1966年7月－1967年1月） - 王良恩（1969年11月－1973年1月26日自杀身亡） - 张耀祠（1969年11月－1979年1月） - 李鑫（1976年11月－1980年11月） - 邓典桃（1977年6月－1980年9月） - 邓力群（1979年1月－1982年4月） - 李质忠（1979年1月－1982年4月） - 曾三（1979年6月－1981年7月） - 高登榜（1979年11月－1983年6月） - 康一民（1980年9月－1985年10月） - 杨德中（1980年9月－1982年10月） - 王瑞林（1983年2月－1993年3月） - 周杰（1983年2月－1988年9月） - 冯岭安（1983年6月－1986年6月） - 温家宝（1985年10月－1986年5月） - 张岳琦（1987年11月－1989年7月） - 徐瑞新（1987年12月－1995年7月） - 曾庆红（1989年7月－1993年3月） - 胡光宝（1993年5月－2003年） - 陈福今（1993年5月－1999年12月） - 王刚（1994年9月－1999年3月） - 姜异康（1995年7月－2002年10月） - 由喜贵（1997年10月－2007年） - 白克明（2000年3月－2001年8月） - 令计划（1999年12月－2007年9月） - 樊士晋（2003年1月－2008年3月） - 毛林坤（2003年10月－2007年2月） - 张建平（2007年2月－2013年4月） - 赵胜轩（2007年2月－2013年5月） - 王仲田（2011年9月－2015年1月） - 栗战书（2012年8月－9月，主持常务工作的副主任，正部长级） - 陈世炬（2013年3月－2022年，2015年初明确为正部长级） - 丁薛祥（2013年5月－2017年10月，2015年明确为正部长级） - 孟祥锋（2015年4月－2018年3月；2020年10月－，常务，正部长级） - 韩立平（2017年－2019年11月） - 唐方裕（2018年5月－2023年1月） - 孔绍逊（2022年4月－，兼中共中央办公厅秘书局局长） - 韩世明 (2024年7月-) |

## 驻中办纪检监察组
中央纪律检查委员会国家监察委员会驻中共中央办公厅纪检监察组，简称中央纪委国家监委驻中办纪检监察组，是中国共产党中央纪律检查委员会、中华人民共和国国家监察委员会设在中共中央办公厅的派驻机构。

### 沿革
2013年11月中共十八届三中全会《中共中央关于全面深化改革若干重大问题的决定》要求：“全面落实中央纪委向中央一级党和国家机关派驻纪检机构，实行统一名称、统一管理。派驻机构对派出机关负责，履行监督职责。”2014年12月，中共中央制定出台《关于加强中央纪委派驻机构建设的意见》，为派驻全覆盖确定了时间表和路线图。2015年1月，经中共中央审批同意，中央纪委在中央办公厅、中央组织部、中央宣传部、中央统战部、全国人大机关、国务院办公厅、全国政协机关新设7家派驻机构，其中除全国人大机关、全国政协机关实行单独派驻外，其余5家实行综合派驻，共涵盖53个部门和单位。2015年3月下旬，中央纪委首次向这7家党和国家重要部门派驻纪检组。2015年4月9日，中央纪委驻中央办公厅纪检组正式入驻。负责综合监督中央办公厅、中央政法委员会机关、中央政策研究室、中央国家安全委员会办公室、中央财经领导小组办公室、中央文献研究室、中央党史研究室、中央档案馆、中央保密委员会办公室等9家单位。派驻纪检组受中央纪委直接领导、统一管理，向中央纪委负责并请示报告工作。2018年，改为中央纪委国家监委驻中央办公厅纪检监察组。

### 历任领导
| 组长 - 徐令义（2015年3月－2017年4月） - 舒国增（2017年4月－2020年12月，正部长级） - 张义全（2020年12月—） | 副组长 - 涂更新（2015年－） - 段湘晖（2015年－） |